# Caroline Watts

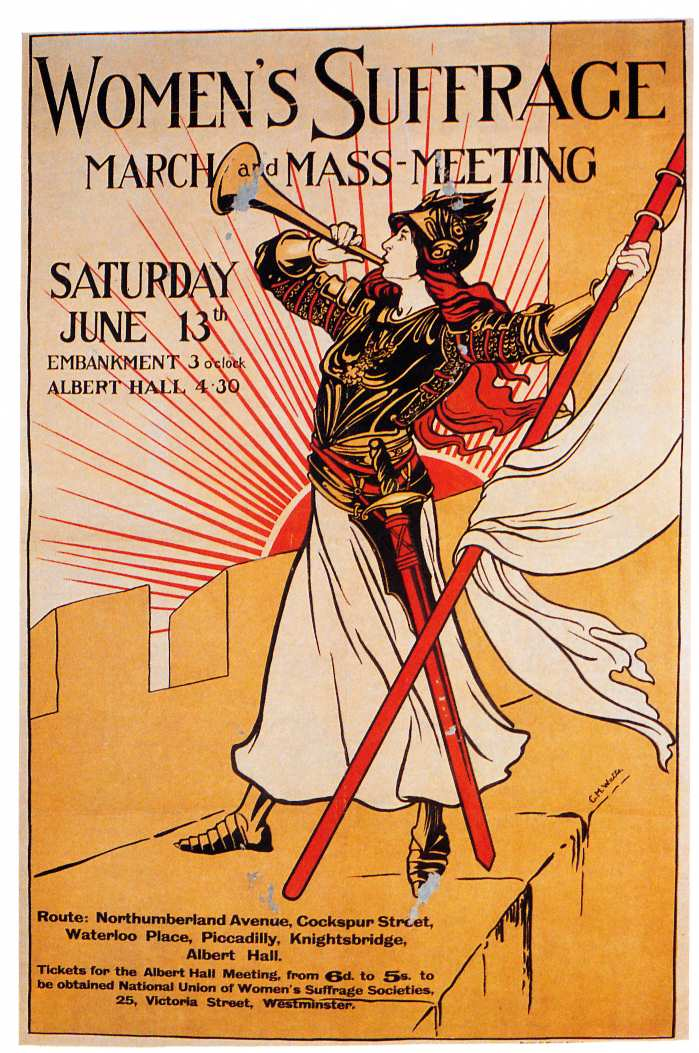
The Bugler Girl (1908)

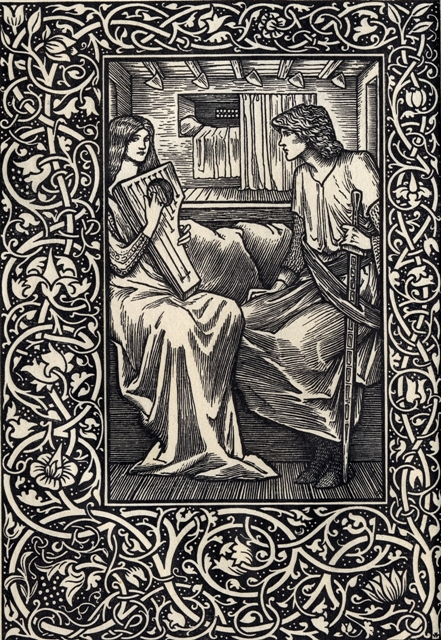
Tristan und Isolde (1902)

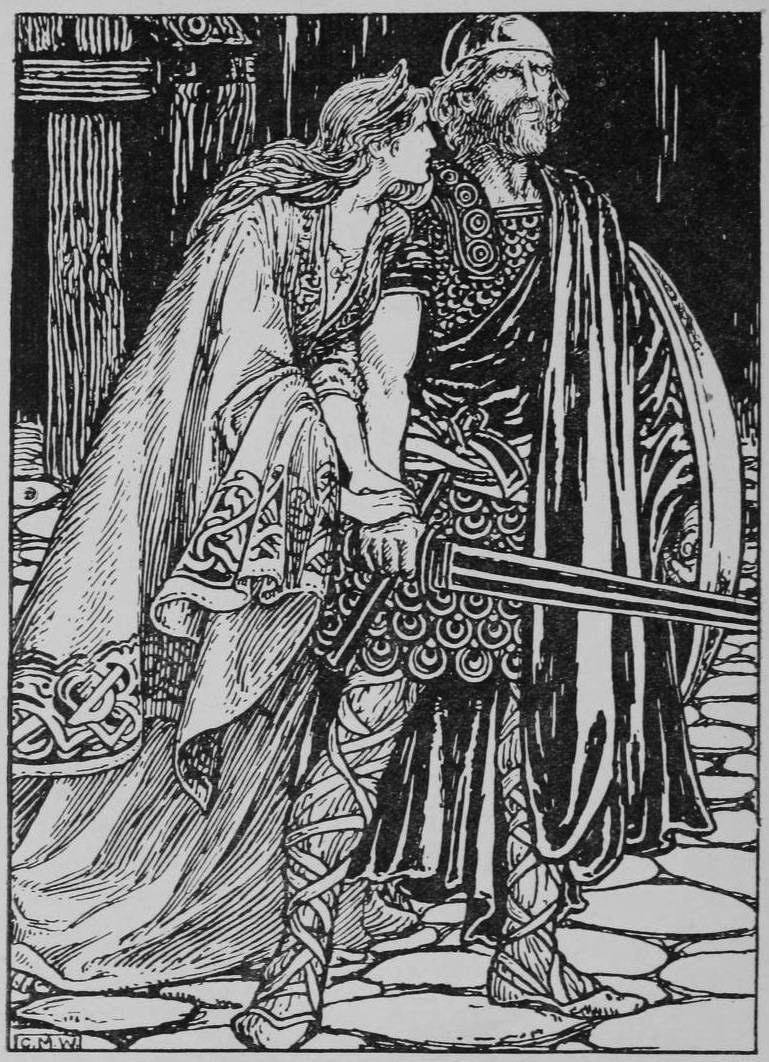
The Courtship of Ferb (1902)

Caroline Marsh Watts (geboren 1868 in Handsworth; gestorben 1919 in Colehill, Dorset) war eine britische Malerin.

## Leben
Caroline Watts war das jüngste Kind des Knöpfefabrikanten Robert Watts. Ihr Vater setzte sich 1891 zur Ruhe und zog mit den jüngeren Kindern nach St Margarets in Twickenham. Watts studierte in London an der Slade School of Fine Art. Als der Vater 1894 starb, hinterließ er ein beachtliches Vermögen. Watts zog mit ihrer Schwester Mary Watts nach Pimlico, ihre Schwester gab im Zensus von 1901 als Beschäftigung Registererstellung zu Büchern (compiler of indexes) an und Caroline Watts Malerin.
Ab 1899 sind von ihr Illustrationen zur Artus-Sage und zu historischen Romanen der Schriftstellerin Jessie Weston im Verlag von Alfred Nutt nachweisbar. Nach dem Unfalltod Nutts übernahm dessen Frau die Verlagsleitung. Sie war auch eine engagierte Frauenrechtlerin und verlegte die Schriften der Suffragetten, möglicherweise vermittelte sie Watts an die Frauenwahlrechtlerinnen.
Watts entwarf 1908 das Werbeplakat Bugler Girl der Artists’ Suffrage League für die Juni-Demonstration der National Union of Women’s Suffrage Societies (NUWSS). Das Motiv wurde in der Folge zum Logo der Suffragettenzeitung und wurde vielfach kopiert. Es wurde auch von der US-amerikanischen Frauenwahlrechtsbewegung übernommen.
Watts lebte mit ihrer Schwester 1911 in Godalming und 1918 in Colehil in Dorset.

## Buchillustrationen (Auswahl)
- Gottfried von Straßburg: The Story of Tristan and Iseult. Übersetzung aus dem Deutschen Jessie L. Weston. Illustrationen Caroline Watts. 1899
- Guingamor, Launfal, Tyolet, The were-wolf. Übersetzung aus dem Französischen Jessie Laidley Weston. Illustrationen Caroline Watts. Nutt, London 1900
- Marie de France: Seven of her Lays. Übersetzung aus dem Französischen Edith Rickert. Illustrationen Caroline Watts. Nutt, London 1901
- Arthur Herbert Leahy (Hrsg.): The Courtship of Ferb : an old Irish romance ; transcribed in the twelfth century into the Book of Leinster. Illustrationen Caroline Watts. Nutt, London 1902
- Sir Cleges ; Sir Libeaus Desconus : two old English metrical romances. In Prosaform von Jessie L. Weston. Illustrationen Caroline Watts. Nutt, London 1902
- Samuel Taylor Coleridge: Christabel. Illustrationen Caroline Watts. J.M. Dent, London 1904
- Sir Gawain at the Grail Castle. Übersetzung aus dem Französischen Jessie L. Weston. Illustrationen Caroline Watts. 1904
- Katharine Tynan: The wild harp : a selection from Irish poetry. Illustrationen Caroline Watts. London 1913